# Zulaikha Abu Risha
Zulaikha Abu Risha arabisch زليخة أبو ريشة, mit vollem Namen Zulaikha Abd ar-Rahman Abu Risha, ist eine jordanische Schriftstellerin und Journalistin.

## Leben und Werk
Zulaikha Abu Risha studierte Arabische Literatur an der jordanischen Universität sowie Verwaltungswissenschaft und Pädagogik. Ihre Doktorarbeit an der University of Exeter beschäftigte sich mit dem Thema der Darstellung der Frau in der arabischen Frauenliteratur. 
Sie ist als Direktorin des Zentrums für Frauenstudien in Amman tätig, gründete den feministischen Verlag al-Warraqat li-d-dirasat wal-buhuth, dem sie ebenfalls als Direktorin vorsteht und gibt zwei Zeitschriften heraus. Artikel von ihr werden in der jordanischen Tageszeitung ar-Raʿi in einer eigenen Rubrik veröffentlicht. Neben sozial- bis sprachwissenschaftlichen Büchern mit Titeln wie Sprache und Geschlecht oder Das Bild der Frau in der modernen jordanischen Literatur sind von ihr eine Reihe von Kinderbüchern und mehrere Gedichtbände erschienen. Zulaikha Abu Risha ist Mitglied im jordanischen Schriftstellerverbund. 1987 erhielt sie für ihre Kurzgeschichtensammlung Im Gefängnis den Preis der Universität von Jordanien.
Zulaikha Abu Risha gilt als Expertin im Bereich der Genderstudien. Sie bezieht öffentlich Stellung zur Hidschāb-Frage und spricht sich gegen die religiös erklärte, sexistisch motivierte Vereinnahmung der Frau durch Kleidung aus. Auch in Deutschland trat Zulaikha Abu Risha bereits auf und diskutierte öffentlich zum Sexismus in der arabischen Sprache.
Als Herausgeberin des Buches Timeless Tales: folk tales told by Syrian refugees, das 2015 in arabischer und englischer Sprache erschien, verband sie ihr politisches Engagement mit ihrem literarischen Fachwissen.